# 姚洪庆
姚洪庆（1939年1月—2017年6月14日），广东省平远县人。中华人民共和国航空学家。

## 生平
1974年7月加入中国共产党。1963年，毕业于中国科学技术大学近代力学系。曾在中国人民解放军750部队、第七机械工业部、航天工业部、航空航天工业部和中国航天工业总公司（国家航天局）所属单位工作，后担任桂林航天工业高等专科学校任党委书记、校长、教授。
2017年6月14日在桂林逝世，享年79岁。

## 著作
主编《现代管理基础》。任航天高等教育学会理事、广西航空航天学会理事兼管理专业委员会主任。